# Carregueiros
Carregueiros é uma povoação portuguesa sede da Freguesia de Carregueiros do Município de Tomar, freguesia com 12,35 km² de área e 1067 habitantes (censo de 2021), tendo, por isso, uma densidade populacional de 86,4 hab./km².

## Demografia
Nota: Com lugares desta freguesia foi criada a freguesia de Pedreira (decreto nº 15.436, de 05/05/1928).
A população registada nos censos foi:
| Distribuição da População por Grupos Etários | Distribuição da População por Grupos Etários | Distribuição da População por Grupos Etários | Distribuição da População por Grupos Etários | Distribuição da População por Grupos Etários |
| -------------------------------------------- | -------------------------------------------- | -------------------------------------------- | -------------------------------------------- | -------------------------------------------- |
| Ano                                          | 0-14 Anos                                    | 15-24 Anos                                   | 25-64 Anos                                   | > 65 Anos                                    |
| 2001                                         | 166                                          | 163                                          | 673                                          | 253                                          |
| 2011                                         | 156                                          | 123                                          | 625                                          | 275                                          |
| 2021                                         | 121                                          | 111                                          | 539                                          | 296                                          |

## Património
Lista do património arquitectónico da freguesia de Carregueiros existente no SIPA:
- Aqueduto do Convento de Cristo
- Igreja Paroquial de Carregueiros, ou Igreja de São Miguel